# Torii
A torii (鳥居) tradicionális japán kapuforma, amely általában a sintó szentélybe vezető utat jelöli, de egyéb szent helyeken is megtalálhatók: például hegyek lábánál (Fudzsi).
A torii választóvonal, szimbolikus határ a hétköznapi világ és az azon túli föld, az emberek és az istenek, a kamik világa között.

## Az írásjegyek
A torii szót a „madár” (鳥, tori) és az „ól” (居, i) kandzsival (kínai írásjegyekkel) írják.
Miértjére több elképzelés is létezik:
1. eredetileg az áldozati kakasok ülőhelyei lettek volna;
2. a sintóban a madarak az istenek hírnökei és ezért a név;
3. a tori iru (取り入る) kifejezésen alapul: „haladj keresztül és lépj be”.

## A torii felépítése
Számos változata létezik, de mind visszavezethető az alábbiakra:
két hengeres oszlopon nyugvó gerenda, amely túlnyúlik rajtuk, alatta pedig egy rövidebb „keresztgerenda”.
Színe leginkább cinóberpiros.
Hagyományosan fából és kőből épül, de egyre gyakrabban használnak fémet, betont, műanyagot stb.